# ロベルト・ファエンツァ
ロベルト・ファエンツァ（Roberto Faenza、1943年2月21日 - ）は、イタリアの映画監督。

## 略歴
トリノ生まれ。イタリアのネオ・レジスタの代表的な監督であり、実力派。
トリノ大学哲学科で学び、1965年に国立映画実験センターの監督科を修了。
1968年、『エスカレーション』で監督デビュー。ベルナルド・ベルトルッチ、マルコ・ベロッキオと並ぶ＜異議申し立て＞の作家として脚光を浴びる。
その後、消費社会を批判した『H2S』（69日本未公開）、戦後のイタリア政治を題材とした『頑張れ、イタリア』（78、日本未公開）などの野心的な作品を発表する。
一方で、1983年ハーヴェイ・カイテル主演のSF風ホラー作品『コップキラー』も監督。
1990年代から文学作品を原作・題材とした意欲作を次々に発表して再び注目される。
1990年、アルトゥル・シュニッツラーの小説『Doktor Gräsler, Badearzt』をキース・キャラディン、ミランダ・リチャードソン、クリスティン・スコット・トーマス、マックス・フォン・シドーといった国際キャストで撮影した「Mio caro dottor Gräsler」で注目される。
1993年、ヨナ・オバースキーの自叙伝「チャイルドフッド」をジャン＝ユーグ・アングラード主演で映画化した『鯨の中のジョナ』で、ナチスの強制収容所に送られた少年ヨナとその両親の姿を描き、ダヴィッド・ディ・ドナテッロ賞最優秀監督賞を受賞した。
1995年、アントニオ・タブッキの「供述によるとペレイラは…」をマルチェロ・マストロヤンニ、ダニエル・オートゥイユ共演で映画化した『Sostiene Pereira』も高く評価され、マストロヤンニがダヴィッド・ディ・ドナテッロ賞最優秀男優賞を受賞した。
1997年、ダーチャ・マライーニの「La lunga vita di Marianna Ucrìa」(1990年)をエマニュエル・ラボリ、ベルナール・ジロドー共演で映画化した「Marianna Ucrìa」も伊ゴールデン・グローブ賞監督賞など数々の賞を受賞。
1999年、キアラン・ハインズ、ジュリエット・オーブリーらを主演に英国で「The Lost Lover」を監督。
2002年、心理学者カール・グスタフ・ユングと女性患者の愛の物語を描いた「The Soul Keeper」エミリア・フォックスとイエン・グレンを主人公に迎え、銀リボン賞脚本賞にノミネートされた。
2004年、マフィアに暗殺された司教ピーノ・フリージを「モンタルバーノ」のルカ・ジンガレッティ主演で映画化した『Alla luce del sole（太陽の下で）』で、ヨーロッパ映画賞監督部門にノミネートされる。
エレナ・フェッランテの同名小説を映像化した2005年の『哀しみの日々（I giorni dell'abbandono）』では、ヴェネツィア国際映画祭で金熊賞にノミネート。
2007年に制作した『副王家の一族』で久々に力量を示した。
2009年『Il caso dell'infedele Klara』。
2011年はピーター・キャメロン2007年の小説「Someday This Pain Will Be Useful to You」をアメリカで撮影した。
また、作家でもあり、ピサ大学で教鞭をとっている。